# Cary (Carolina del Nord)
Cary  è una città degli Stati Uniti d'America, nella Contea di Wake e in parte nella Contea di Wake, nello Stato della Carolina del Nord.
Nel censimento del 2000 aveva una popolazione di 94 536 abitanti, che, secondo una stima del 2007, sono passati a 121.796, facendone una delle città degli Stati Uniti con il più alto tasso di crescita demografico. Cary fa parte di un'ampia area nella regione di Piedmont denominata "The Research Triangle" che comprende anche le aree metropolitane di Raleigh e Durham.

## Amministrazione

### Gemellaggi
- Markham
- Le Touquet-Paris-Plage
- Contea di Meath
- Hsinchu